# أمير دامر
أمير دامر كوكو (8 ديسمبر 1979 الخرطوم السودان -) هو لاعب كرة قدم سوداني معتزل يلعب كمدافع، شارك في كأس الأمم الأفريقية لكرة القدم 2008.

## روابط خارجية
- أمير دامر كوكو على موقع الاتحاد الدولي (مؤرشف)  (الإنجليزية)
- أمير دامر كوكو على موقع ناشيونال فوتبول تيمز (الإنجليزية)
- أمير دامر كوكو على موقع كووورة